# Irving Berlin Album
Irving Berlin Album — студийный альбом американской певицы Хелен Меррилл, записанный в 1987 году в Лондоне при участии аранжировщика Торри Зито и пианиста Гордона Бека. Альбом был издан в Японии в 1988 году на лейбле Victor и в Соединённых Штатах лейблом PAR под названием Helen Merrill Sings Irving Berlin.
Для альбома певица записала песни композитора Ирвинга Берлина.

## Отзывы критиков
| Оценки критиков                   | Оценки критиков |
| Источник                          | Оценка          |
| --------------------------------- | --------------- |
| AllMusic                          | [ 1 ]           |
| The Encyclopedia of Popular Music | [ 2 ]           |

Такие издания как AllMusic и The Encyclopedia of Popular Music присудили альбому по три звезды из пяти возможных.

## Список композиций
Слова и музыка всех песен Ирвинга Берлина, за исключением отмеченных.
1. «How Deep Is the Ocean» — 4:11
2. «They Say It’s Wonderful» — 3:21
3. «White Christmas» — 4:13
4. «Let’s Face the Music and Dance» — 3:05
5. «Always / When I Lost You» — 5:23
6. «Easter Parade» — 3:11
7. «I Used to Be Color Blind» — 2:43
8. «Blue Skies» — 4:13
9. «There’s No Business Like Show Business» — 2:28
10. «Music Makers» (Хелен Меррилл, Торри Зито) — 1:30

## Участники записи
- Аранжировка, дирижёр, фортепиано — Торри Зито[англ.]
- Бас — Лен Скит[англ.]
- Вокал — Хелен Меррилл
- Продюсер — Хелен Меррилл, Ёсихиса Хонда
- Труба — Ронни Хьюз
- Тенор-саксофон — Билл Скит
- Ударные — Аллан Гэнли[англ.]
- Фортепиано — Гордон Бек[англ.]